# Yuto Mori
Yuto Mori (森 勇人 Mori Yuto?), född 21 april 1995 i Aichi prefektur, är en japansk fotbollsspelare.
Mori började sin karriär 2014 i Nagoya Grampus. Efter Nagoya Grampus spelade han för Gamba Osaka och Mito HollyHock.